# Diglyphus propodealis
Diglyphus propodealis is een vliesvleugelig insect uit de familie Eulophidae. De wetenschappelijke naam is voor het eerst geldig gepubliceerd in 1978 door Szelényi.